# ガッテン!
『ガッテン!』（GATTEN）は、NHK総合テレビにて2016年4月13日から2022年2月2日まで、水曜日19:30 - 20:15に放送された生活情報番組・科学番組である。

## 概要
1995年から2016年まで同局で21年間に渡って放送された『ためしてガッテン』を改題、リニューアルさせた番組。食生活や健康の話題をテーマにし、取材の場を日本国内だけでなく世界各国に広めた内容である。
司会は立川志の輔と小野文惠（NHKアナウンサー）が引き続き担当している。ナレーションは山寺宏一が務める。
2018年10月26日放送の「あさイチ」に司会の志の輔が番組コーナー「プレミアムトーク」にゲスト出演した際、「あさイチ」アシスタントの近江友里恵（当時NHKアナウンサー）が、16年前の2002年（『ためしてガッテン』時代）にテーマ「むくみ」の実験の10代代表としてエキストラ出演していた事を明かした。
2021年度からは当該時間帯において、月に一度の放送（4月と5月と6月と10月は第4週、8月は第3週、9月は第5週）として『たけしのその時カメラは回っていた』が移動のうえで放送していた。

## シリーズの終焉
2022年春の編成抜本見直しにより、番組を終了することとなり、同年2月2日の放送が最終回となる予定であることが同年1月26日に発表された。NHKは2022年度の新編成については同年2月に発表するとしていたが、本番組については同年2月第2週から3月にかけ、北京オリンピック中継や春季特集番組に伴い長期間イレギュラーな編成が組まれる都合により、『ガッテン!』の終了についてこのタイミングで発表することにしたと説明している。
2月2日の最終回は「しつこい目のぼやけ 気づいて!本当の原因解明SP」として目のぼやけをテーマに放送。番組の最後に、志の輔が「27年お世話になりましたが、今回をもちまして最終回ということになりました。ほんとに長い間ご覧いただきまして本当にありがとうございます」と挨拶し、スタジオ内に「ガッテンできる毎日を」と書かれた書道紙が掲げられた。そして、志の輔が「これからもずっと“ガッテン”できる毎日を! ガッテン! ありがとうございました」と言って視聴者に感謝し、スタジオ内の出演者・スタッフの拍手に包まれながら志の輔が手を振り、画面下部に「ご覧いただいたみなさま 番組作りにご協力いただいたみなさま 27年間ありがとうございました」とテロップが表示され番組は終了。これにより、1995年4月に『ためしてガッテン』としてスタートした「ガッテン」シリーズは通算27年（厳密には26年10か月）の歴史に幕を閉じた。なお、志の輔は『くらべてみれば』『なせばなるほど』を含めると、NHK生活科学番組に4番組31年間連続出演していた。
本番組の後継番組として2022年4月7日から『あしたが変わるトリセツショー』が放送開始された。

## 出演
司会
- 立川志の輔
- 小野文惠（アナウンサー）

常連ゲスト
- 指原莉乃（2016年4月 - ）
- 大島麻衣（2016年4月 - ）
- 山根千佳（2016年10月 - ）

ナレーション
- 山寺宏一（解説VTRではイラストで登場する）

クイズ音声
- 織江珠生

## テーマ音楽
- 椎名林檎『ジユーダム』

## 問題視された放送
「最新報告!血糖値を下げるデルタパワーの謎」
2017年2月22日の放送で、睡眠障害を改善することで血糖値が下がったとするデータを紹介し、「睡眠薬で糖尿病の治療や予防ができる」と説明した際、処方箋医薬品である睡眠薬のベルソムラが分かる映像を放送した上、その薬剤は副作用が報告されているが、「副作用の心配がなくなっている」という表現を行った。
放送後、視聴者や医師や薬剤師から「睡眠薬の不適切な使用を助長しかねない」「副作用を軽視している」と批判を受け、「この薬だけを推奨しているかのような印象となってしまい、配慮に欠けていた」などとする謝罪文を番組ウェブサイトに掲載し、2月28日予定の再放送を取り止めることを決定し、3月1日放送の冒頭で司会の小野文惠が謝罪した。
この放送内容に対して、日本睡眠学会は「内容を看過できない」として、2017年2月27日に公式ウェブサイトで見解を示した。また、厚生労働省は2月24日、NHKに対して事情聴取を行っている。

## 関連番組
「NHK MUSIC SPECIAL「東京事変～人類と快楽～」」（2021年）
2021年6月10日の夜（22:30 - 23:15）にNHK総合テレビで放送された。10年ぶりにオリジナルアルバムを発表する東京事変の最新パフォーマンス。通常の『ガッテン!』のセットに東京事変のメンバーを迎えて、過去の快楽をテーマにした題材でガッテンする。「ムジカ・ピッコリーノ」、「笑う洋楽展」をジャックし、様々な切り口で人類と快楽の奥深い世界に迫っていく。
- 司会 - 小野文惠（アナウンサー）
- ゲスト - 東京事変
- ナレーター - 山寺宏一

## 関連書籍
- 主婦と生活社「NHKガッテン！」2008年11月創刊、2022年3月休刊　毎年3・6・9・12月の16日に発売[13]

「ためしてガッテン」時代から発行していたムックのリニューアル版。表紙には志の輔と小野アナの写真を掲載、番組で紹介したミドル・シニア世代向けの健康と暮らし情報を中心に紹介していた。